# アドルフ・アダン
アドルフ・アダンまたはアドルフ＝シャルル・アダン（Adolphe-Charles Adam, 1803年7月24日 - 1856年5月3日）は、フランスの作曲家・音楽評論家。

## 生涯
パリに生まれる。父親はピアニスト・音楽教師・作曲家。他人の作品を学ぶよりは即興演奏が好きな子供だった。父親からは音楽家になるよう望まれてはいなかった。1821年にパリ音楽院に入学し、オルガン演奏をボイエルデューに師事。20歳になるまでにパリの劇団一座のために歌を書き、ジムナスト座の楽団指揮者や楽長も務めた。
1825年にボイエルデューの『白衣の貴婦人』の上演を手伝い、そのピアノ・スコアを作成した。稼いだ金で気軽にヨーロッパ各地を旅行し、ジュネーヴで、後の協力者となる台本作家のスクリーブと出逢った。アダンは作曲の筆が速く、1830年までに28作の舞台音楽を完成させている。
オペラ座の支配人と口論の末にアダンは、自ら出資し、莫大な借金を重ねて、1847年にパリで3つ目の歌劇場、テアトル・ナショナル座を開設した。だが翌年の1848年革命によって閉鎖に追い込まれ、目も眩むような借金だけが残った。一時期ジャーナリズムに戻って、窮地から逃れようとした。1849年から没年まで、パリ音楽院作曲科で教鞭を執っている。パリに没し、モンマルトル墓地に埋葬された。

## 評価
- こんにちでは、バレエ『ジゼル』（1841年）がとりわけ有名である。そのほかにもいくつかのバレエ音楽と39曲のオペラを作曲し、『我もし王なりせば』（Si j'étais roi, 1852年）がオペラにおける代表作と呼ばれている。

- クリスマス・キャロル『クリスマスの賛美歌』（Cantique de Noël ）は、英語の題名O Holy Night （『おお聖夜』）で国際的に有名であり、ラジオの音楽番組で最初に放送された楽曲かも知れないと言われている（）。この曲は日本では「さやかに星はきらめき」（讃美歌第二編219番）、「清らに星すむ今宵」（聖歌）、または「オー・ホーリー・ナイト」として知られる。

## 主要作品

### 歌劇
- 『山小屋（英語版）』（1834年）
- 『ロンジュモーの御者』（1836年）
- 『トレアド－ル（英語版）』（1849年）
- 『ジラルダ（英語版）』（1850年）
- 『ニュルンベルクの人形劇（英語版）』（1852年）
- 『われ、もし王者なりせば（英語版）』（1852年）

### バレエ
- 『ドナウの娘』（1836年）
- 『ジゼル』（1841年）
- 『4人の悪魔（英語版）』（1845年）
- 『海賊』（1856年）

### 声楽曲
- 『さやかに星はきらめき』

## 関連文献
- 小学館『華麗なるバレエ02 アダン ジゼル』（2009年）。
- 『ジゼルという名のバレエ』シリル・ボーモント、佐藤和哉 訳（1992年、新書館）。
- W.E. Studwell, Adolphe Adam and Léo Delibes: a Guide to Research (New York, 1987)